# Henry Holland (Architekt)

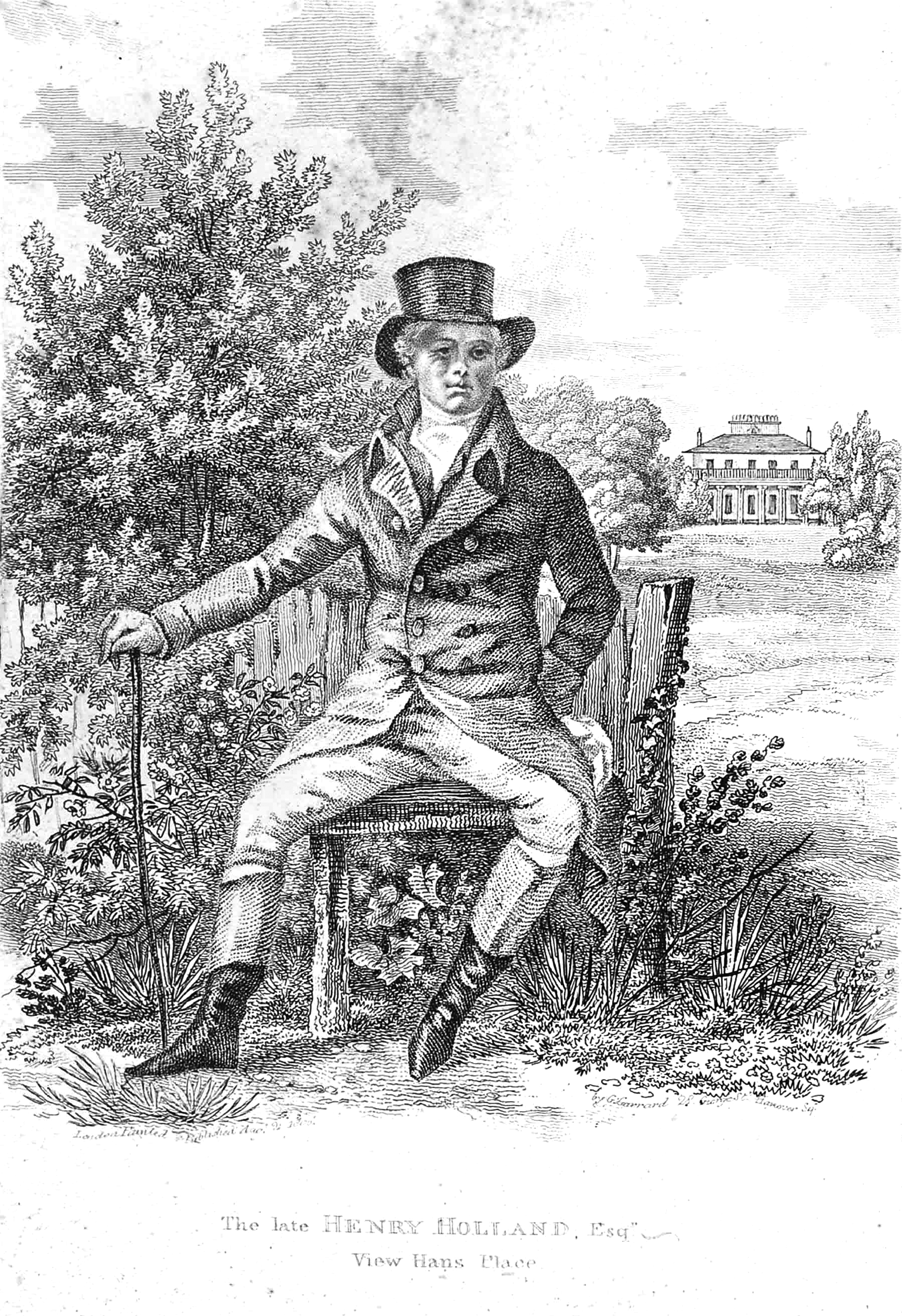
Henry Holland

Henry Holland (* 20. Juli 1745 in Fulham, London; † 17. Juni 1806 in London) war ein Architekt der britischen Upper-class im 19. Jahrhundert. Er wurde von Capability Brown ausgebildet, dessen Tochter er später heiratete. Sir John Soane war einer seiner Studenten.
Der Architekt wurde in Fulham, heute London, geboren und begann seine architektonische Tätigkeit mit dem Design des Brooks’s Club, St. James’s (1776–1778) mit dem nachfolgenden Projekten Theatre Royal in der Drury Lane und dem Royal Opera House.
1777 begann Holland mit der Entwicklung eines 360.000 m² großen Gebietes, der Hans Town. Dieses Gebiet wurde von der Cadogan-Familie geleast. In diesem Gebiet legte Holland Teile von Knightsbridge und Chelsea aus. Hier befinden sich unter anderem die Sloane Street und der Sloane Square sowie der Hans Place, Street und Crescent. Diese bebauten Gebiete wurden schnell zu einer der modischsten Gegenden Londons.
Ab 1802 baute Holland das York House am Piccadilly Square in die Albany Appartements um.
Der originale Marinepavillon (1786–1787) in Brighton, Sussex, der für den Prinzregenten und späteren König Georg IV. gebaut wurde, und die Umgestaltung des neoklassizistischen Carlton House, London (1783) sind Hollands bekannteste Werke. Mit diesem neoklassizistischen Design zeigte sich der Kontrast zum Architekten Robert Adams, der einen ausschweifenden Stil verfolgte.

## Bauten (Auswahl)
Dorothy Stroud stellte in einem Buch die Bauten von Henry Holland auf.
- 1771–1772: Battersea Bridge
- 1776–1778: Brooks’s Club
- 1786–1787: Royal Pavilion, Brighton (erste Umgestaltung als Marine Pavilion)
- 1783: Carlton House (Umbau)
- 1787–1790: Woburn Abbey (Südflügel und Ostflügel)

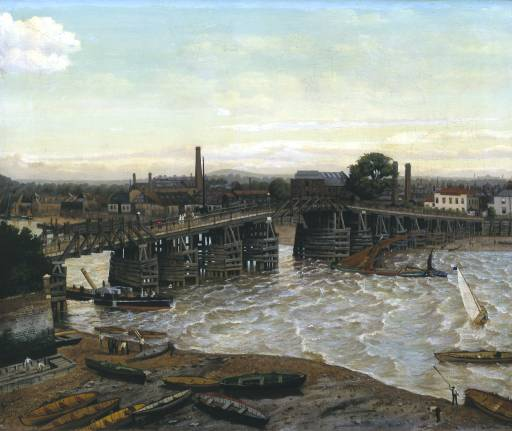
Old Battersea Bridge
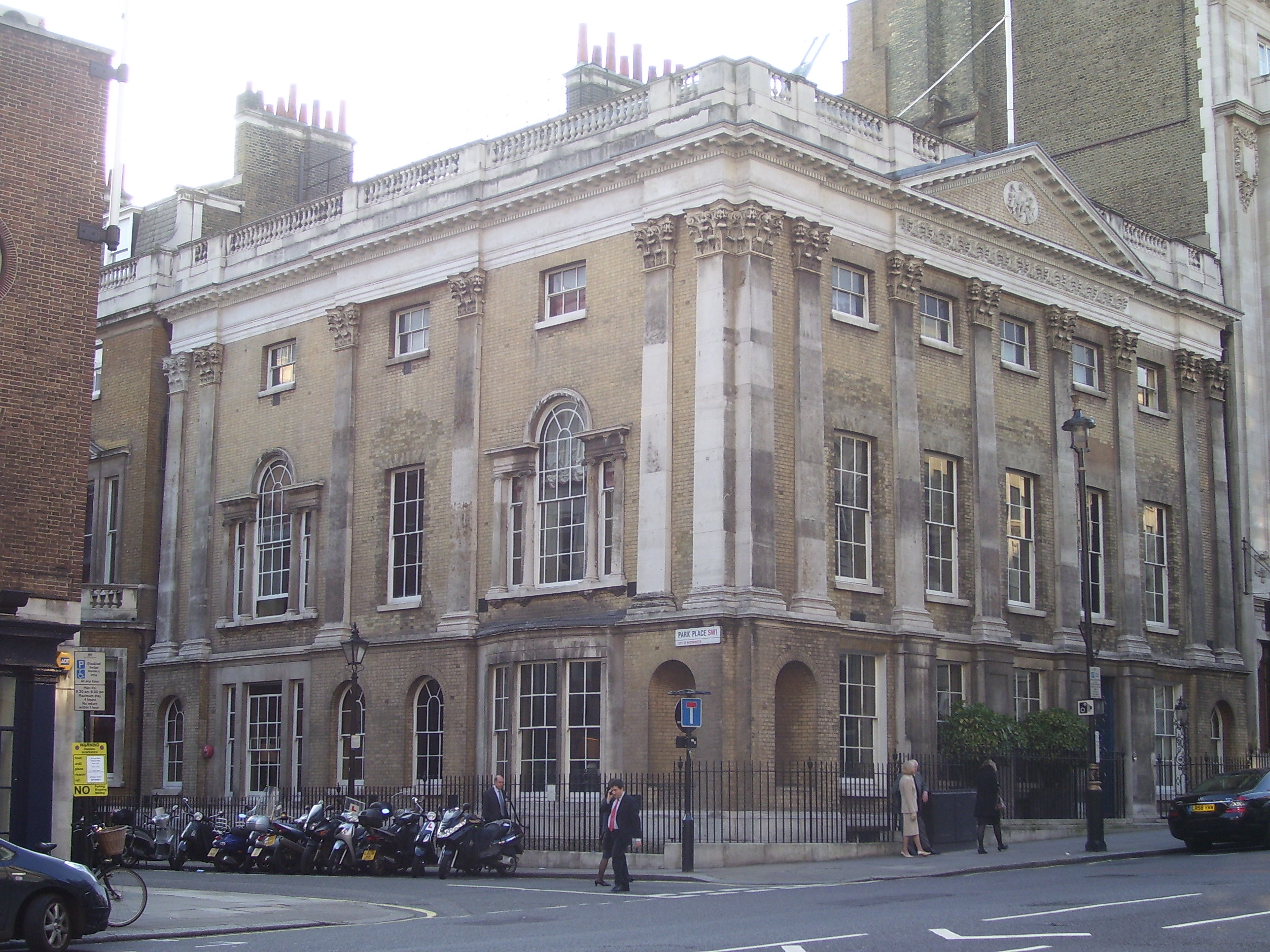
Brooks’s Club
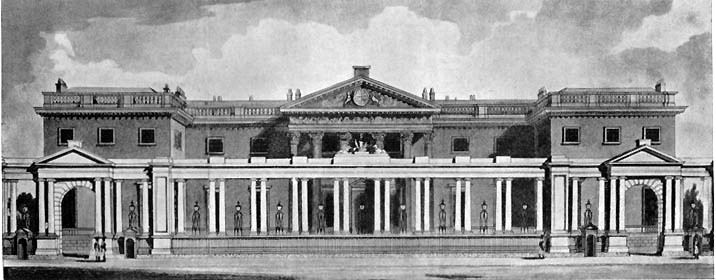
Carlton House
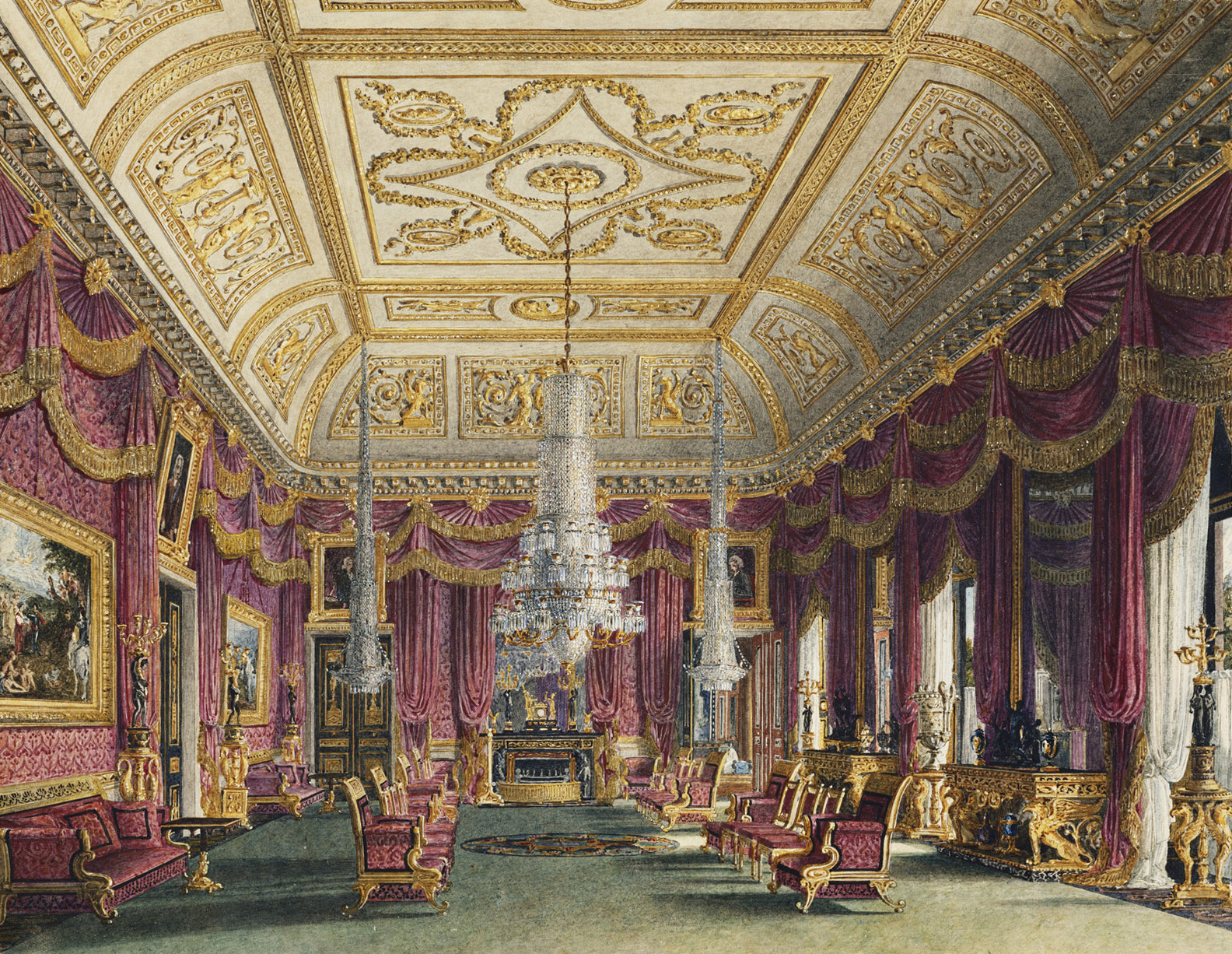
Carlton House, Drawing Room